# Das Traumschiff: Malaysia
Das Traumschiff: Malaysia ist ein deutscher Fernsehfilm unter der Regie von Stefan Bartmann, der am 26. Dezember 2013 im ZDF seine Erstausstrahlung hatte. Es ist die 70. Folge der Fernsehreihe Das Traumschiff.

## Handlung
Verschiedene Handlungsstränge werden, dem Konzept der Fernsehreihe entsprechend, abwechselnd erzählt.
Martin Pollack war Kronzeuge in einem Mafiaprozess. Er soll in Malaysia unter einem neuen Namen ein neues Leben beginnen. Auf den Weg dorthin begleitet ihn Lena Rüthers vom BKA. Die beiden kommen sich im Verlauf der Reise näher. Anstatt in Malaysia zu bleiben, geht Pollak wieder an Bord.
Maria und Paul Bronski machen auf Wunsch von Maria eine Reise nach Malaysia, nachdem Paul die Leitung der Firma an ihren gemeinsamen Sohn abgegeben hat. Dabei treffen sie auch auf Kapitän Paulsen, einen alten Freund. Paul fühlt sich unterfordert und geht dem Hausmeister Julian Helfer mit seinen Ratschlägen auf die Nerven.
Kapitän Paulsen will die Deutschland verlassen und in Ruhestand gehen. Er hat sein Geburtshaus gekauft und will es renovieren. Dass es seine Abschiedsreise ist, verheimlicht er so lange es geht. Als seine Crew es herausfindet macht sie ihm ein Abschiedsgeschenk: sein altes Motorrad, auf dem er einst ankam, als er das Kommando auf der Deutschland übernahm.

## Produktionsnotizen
Es handelt sich um die letzte Episode mit Siegfried Rauch in seiner Rolle als Kapitän Paulsen.

## Einschaltquoten
Bei der Erstausstrahlung am 26. Dezember 2013 wurde Das Traumschiff in Deutschland von 6,69 Millionen Zuschauern gesehen, was für das ZDF einen Marktanteil von 19,9 Prozent einbrachte.